# ＃1090 〜Thousand Dreams〜
〈#1090 〜Thousand Dreams〜〉是日本音樂組合B'z的吉他手松本孝弘的樂曲。於1992年3月18日作為第2張單曲由BMG VICTOR發行。

## 概要
作為第2張SOLO單曲發行，自1992年1月10日起被啟用為朝日電視台系『MUSIC STATION』的第3代主題曲。

## 收錄曲
1. #1090 〜Thousand Dreams〜 (4:23)
「#1090」這樣的曲名是取自松本擁有的吉他（Fender Stratocaster 1954 Tobbaco Brown Sunburst #1090）的產品序列號（日语：シリアル番号）。
成為了自1992年1月10日起至2016年3月的朝日電視台系『MUSIC STATION』第3代主題曲[2]。
於2002年2月27日發行之專輯『華（日语：華 (松本孝弘のアルバム)）』中，收錄了重製版「#1090 [千夢一夜]」。
於2016年作為「#1090 〜Million Dreams〜」，在專輯『enigma（日语：Enigma (松本孝弘のアルバム)）』中作為Bonus Track（英语：Bonus Track）重新錄製。並成為了『MUSIC STATION』自2016年3月25日播放集數起的第4代主題曲[2]。
2. LIFE (3:58)
成為了自1991年4月起至1993年3月的日本電視台系『スーパーテレビ情報最前線（日语：NECスーパーテレビ情報最前線）』初代片頭曲。
未收錄於專輯中，但在1992年4月22日發行之專輯『Wanna Go Home（日语：Wanna Go Home）』中，收錄了本曲的其他版本「Life II」。

## 商業搭配
- 朝日電視台系『MUSIC STATION』主題曲（#1）
- 日本電視台系『スーパーテレビ情報最前線（日语：NECスーパーテレビ情報最前線）』片頭曲（#2）

## 製作人員
- 松本孝弘：吉他、全曲作曲・編曲
- 明石昌夫：Manipulator（日语：マニピュレーター）、全曲編曲
- B+U+M
- JOEY McCOY（日语：オメガトライブ#1986オメガトライブ／カルロス・トシキ&オメガトライブ）：和聲 ・饒舌（#1）
- 大黑摩季：和聲（#1）

## 收錄專輯
#1090 〜Thousand Dreams〜
- Wanna Go Home（日语：Wanna Go Home）（專輯版本）

LIFE
- Wanna Go Home（日语：Wanna Go Home）（Life II）

## 其他藝人翻彈
- HISASHI - 於2013年舉辦的野外演唱會『GLAY Special Live 2013 in HAKODATE GLORIOUS MILLION DOLLAR NIGHT Vol.1（日语：GLAY Special Live 2013 in HAKODATE GLORIOUS MILLION DOLLAR NIGHT Vol.1）』內在自己的吉他獨奏環節中演奏，亦有收錄進同公演的影像作品中。

## 腳註
1. ↑  . ねとらぼ (ITmedia). 2016-03-25  [2020-08-09]. （原始内容存档于2020-05-31）.
2. 1 2  . BARKS (JAPAN MUSIC NETWORK). 2016-03-25  [2020-08-10]. （原始内容存档于2019-04-21）.